# 养老保险单
养老保险单是一种人寿保险合同，旨在合同到期或被保人死亡后保險公司一次性支付保險金。一般合同期限为十年、十五年或二十年。一些保单也会在被保人罹患重大疾病的情况下赔付。